# 15116 Jaytate
A 15116 Jaytate (ideiglenes jelöléssel 2000 DZ12) a Naprendszer kisbolygóövében található aszteroida. A Spacewatch projekt keretében fedezték fel 2000. február 27-én.